# Ледерман, Леон Макс
Леон Макс Ле́дерман (англ. Leon Max Lederman; 15 июля 1922, Нью-Йорк, США — 3 октября 2018, Рексберг, Айдахо, США) — американский физик-экспериментатор, специалист в области физики высоких энергий, нобелевский лауреат 1988 года.
Доктор философии (1951), профессор Колумбийского университета, член Национальной академии наук США (1965) и Американского философского общества (1989), иностранный член РАН (2003). Удостоен Национальной научной медали США (1965), лауреат премии Вольфа по физике (1982). В 1979—1989 годах директор Fermilab. В 1989-92 гг. профессор Чикагского университета.
Лауреат Нобелевской премии по физике (1988) за открытие мюонного нейтрино.

## Биография
Родился в семье еврейских эмигрантов Мориса Ледермана (1886—1968, из Одессы) и Минны Розенберг (1894—?, из Киева), управлявших прачечной. Закончил нью-йоркский Сити-колледж, в 1943 году получил степень бакалавра и отправился на фронты Второй мировой.
В 1946 году поступил учиться на физический факультет Колумбийского университета, который возглавлял Исидор Раби, будущий лауреат Нобелевской премии. Получил степень магистра (1948) и в 1951 году там же защитил диссертацию по физике. Работал там до 1979 года, с 1958 года профессор, в 1961—1978(9?) годах директор Nevis Laboratories.
В составе последних участвовал в проектировании мощнейшего в мире синхроциклотрона. Открыл нейтральный каон, антидейтрон, ипсилон-мезон, мюоний, исследовал рождение лептонных пар в адронных столкновениях. Открыл второй тип нейтрино — мюонное нейтрино. В 1977 году нашёл подтверждение существования b-кварка.
С 1979 года директор национальной лаборатории им. Ферми в Батавии (Иллинойс, США), с 1989 года — почетный директор. Возглавлял строительство и использование первого и тогда самого мощного в мире сверхпроводящего ускорителя Теватрон.
В 1988 получил Нобелевскую премию по физике за открытие мюонного нейтрино.
В 1989 году перешёл работать в Чикагский университет именным профессором (Frank L. Sulzberger Professor) физики (по 1992). На протяжении академической карьеры Леон Макс Ледерман подготовил к защите докторской диссертации 50 соискателей, которые в дальнейшем стали профессорами и руководителями университетов. Член общества Форда, фонда Гуггенхейма, общества Эрнста Кептона Адамса и национальных научных обществ.
В 1991-2 годах президент Американской ассоциации содействия развитию науки.
В 1992 году подписал «Предупреждение человечеству».
В 2016 году подписал письмо с призывом к Greenpeace, Организации Объединенных Наций и правительствам всего мира прекратить борьбу с генетически модифицированными организмами (ГМО).
3 октября 2018 года в возрасте 96 лет скончался в доме престарелых в городе Рексберг, штат Айдахо, от осложнений, вызванных деменцией. За три года до этого в 2015 году его семья была вынуждена продать золотую нобелевскую медаль за $765 000, чтобы финансировать расходы на его лечение.
Основные научные труды посвящены физике элементарных частиц.
Опубликовал более 300 статей, автор двух научно-популярных книг «From Quarks to the Cosmos» (в соавт. с David Schramm) и «The God Particle» (в соавт. с Dick Teresi).

## Награды, премии, другие отличия
- Стипендия Гуггенхайма (1958)[20]
- Национальная научная медаль США (1965)
- Медаль Эллиота Крессона (1976)
- Премия Вольфа по физике (1982)
- Премия памяти Рихтмайера (1986)
- Нобелевская премия по физике (1988), совместно с Джеком Стейнбергером и Мелвином Шварцем — «for the neutrino beam method and the demonstration of the doublet structure of the leptons through the discovery of the muon neutrino»[21]
- Премия Уильяма Проктера за научные достижения (1991)
- Вашингтонская премия (1992)
- Премия Энрико Ферми (1992)
- AAAS Philip Hauge Abelson Prize[англ.] (2000)
- Медаль Комптона (2005)[22]
- Премия Вэнивара Буша (2012)

Почётный доктор Сити-Колледжа Нью-Йорка, Чикагского университета, Иллинойсского технологического института, Иллинойсского университета и других известных учебных и научных центров.